# Länsväg 340
De Zweedse weg 340 (Zweeds: Länsväg 340) is een provinciale weg in de provincie Jämtlands län in Zweden en is circa 115 kilometer lang.

## Plaatsen langs de weg
- Krokom
- Tulleråsen

## Knooppunten
- E14, Länsväg 339: gezamenlijk tracé, bij Krokom (begin)
- Länsväg 344
- Aansluiting op Fylkesvei 765 in Noorwegen